# Sylvio Kroll
Sylvio Kroll né le 29 avril 1965 à Lübben est un ancien gymnaste est-allemand.

## Biographie
Kroll a été découvert très tôt par les détecteurs de talents de la RDA. À six ans déjà, il était fixé sur sa discipline sportive, la gymnastique. Son premier entraîneur au TZ Lübben a été Guido Janz, le père de la championne olympique, Karin Janz. Kroll a régulièrement participé aux spartakiades des enfants et des jeunes et dès 1975, il s'entraînait à la Kinder- und Jugendsportschule de Cottbus. En 1982, il devenait pour la première fois champion de RDA au saut de cheval et remportait le bronze aux championnats d'Europe junior. En 1983, il prenait part à ses premiers championnats du monde sans toutefois pouvoir se classer parmi les trois premiers.
Sa meilleure année a été 1985, quand il devint champion d'Europe au saut de cheval et vice-champion aux barres parallèles et au cheval d'arçon. La même année, il devenait encore champion du monde au barres parallèles, vice-champion à la barre fixe et remportait deux médailles de bronze, au concours général individuel et au concours par équipe. Aux championnats d'Europe de 1987, ils obtenaient l'argent au saut de cheval et à la barre fixe. Aux championnats du monde de 1987, il était sacré au saut de cheval et remportait la médaille de bronze par équipe.
Pendant la préparation pour les Jeux olympiques d'été de 1988, il a souffert d'un œdème aigu du poumon. Il réussissait néanmoins à remporter deux médailles d'argent à Séoul, une par équipe et l'autre au saut de cheval. L'année suivante aux championnats du monde, il remportait l'argent dans ces deux disciplines.
En 1991, à Indianapolis, il se classait troisième par équipe, au cheval d'arçon, deuxième au saut de cheval et au concours général individuel. Aux Jeux olympiques d'été de 1992, il n'était "que" sixième au saut de cheval.
Kroll a étudié dès 1986 à la Deutsche Hochschule für Körperkultur. Après sa carrière, il a notamment commenté des épreuves internationales pour Eurosport.

## Palmarès

### Jeux olympiques
- Séoul 1988
  -  médaille d'argent au concours par équipes
  - 19e au concours général individuel
  -  médaille d'argent au saut de cheval
  - 8e au cheval d'arçons
  - 7e aux barres parallèles

- Barcelone 1992
  - 4e au concours par équipes
  - 26e au concours général individuel
  - 6e au saut de cheval

### Championnats du monde
- Budapest 1983
  - 5e au concours par équipes
  - 15e au concours général individuel
  - 4e au saut de cheval
  - 5e au cheval d'arçons
  - 7e au sol

- Montréal 1985
  -  médaille de bronze au concours par équipes
  -  médaille de bronze au concours général individuel
  - 7e au saut de cheval
  - 6e au cheval d'arçons
  -  médaille d'or aux barres parallèles
  -  médaille d'argent à la barre fixe
  - 8e aux anneaux
  - 4e au sol

- Rotterdam 1987
  -  médaille de bronze au concours par équipes
  - 4e au concours général individuel
  -  médaille d'or au saut de cheval
  - 5e au cheval d'arçons
  - 4e aux barres parallèles
  - 6e au sol

- Stuttgart 1989
  -  médaille d'argent au concours par équipes
  - 10e au concours général individuel
  -  médaille d'argent au saut de cheval
  - 7e au sol

- Indianapolis 1991
  -  Médaille de bronze au concours par équipes
  - 5e au concours général individuel
  - 4e au saut de cheval
  - 8e au cheval d'arçons
  - 5e aux barres parallèles
  - 6e à la barre fixe
  - 7e au sol

### Championnats d'Europe
- Oslo 1985
  - 4e au concours général individuel
  -  médaille d'or au saut de cheval
  -  médaille d'argent au cheval d'arçons
  -  médaille d'argent aux barres parallèles
  - 5e à la barre fixe

- Moscou 1987
  - 4e au concours général individuel
  -  médaille d'argent au saut de cheval
  - 8e au cheval d'arçons
  -  médaille d'argent à la barre fixe
  - 4e aux anneaux
  - 7e au sol

## Sources
- (de) Cet article est partiellement ou en totalité issu de l’article de Wikipédia en allemand intitulé « Sylvio Kroll » (voir la liste des auteurs).
- Volker Kluge: Das große Lexikon der DDR-Sportler, Schwarzkopf & Schwarzkopf, Berlin 2000  (ISBN 3-89602-348-9)